# Со Джі Йон
Со Джі Йон (кор. 서지연, нар. 3 березня 1993) — південнокорейська фехтувальниця на шаблях, бронзова призерка Олімпійських ігор 2020 року.

## Виступи на Олімпіадах
| Олімпіада           | Дисципліна          | Місце |
| ------------------- | ------------------- | ----- |
| Ріо-де-Жанейро 2016 | індивідуальна шабля | 20    |
| Ріо-де-Жанейро 2016 | командна шабля      | 5     |
| Токіо 2020          | командна шабля      | 3     |